# کانگ یونگ سوک
کانگ یونگ سوک (کره‌ای: 강영석؛ زادهٔ ۱۲ اوت ۱۹۹۱) بازیگر اهل کره جنوبی است. او به خاطر ایفای نقش در شاهزاده صد روزه من، دادستان نظامی دوبرمن, نفوذی, پونگ روانپزشک چوسان و روز آدم‌ربایی شناخته می‌شود.

## فیلم‌شناسی

### مجموعه تلویزیونی
| سال  | عنوان                   | نقش          | توضیحات     |
| ---- | ----------------------- | ------------ | ----------- |
| ۲۰۱۷ | عروس هابک               |              | [ ۱ ]       |
| ۲۰۱۷ | عشق انقلابی             | جانگ چول مین | [ ۱ ]       |
| ۲۰۱۸ | اول باید ببوسیم         | مین وو شیک   | [ ۱ ]       |
| ۲۰۱۸ | شاهزاده صد روزه من      | گوان هیوک    | [ ۲ ]       |
| ۲۰۲۰ | وقتی عشق من شکوفا می‌شود | کانگ جون وو  | [ ۳ ]       |
| ۲۰۲۱ | مخفی                    | جونگ چول هون | [ ۴ ]       |
| ۲۰۲۲ | دادستان نظامی دوبرمن    | کانگ ها جون  | [ ۵ ]       |
| ۲۰۲۲ | نفوذی                   | جانگ سون اوه | [ ۶ ]       |
| ۲۰۲۲ | مربی ذهن                | گو یونگ تو   | [ ۷ ]       |
| ۲۰۲۳ | پونگ روانپزشک چوسان     | جون کانگ ایل | [ ۸ ] [ ۹ ] |
| ۲۰۲۳ | روز آدم‌ربایی            | جیدن         | [ ۱۰ ]      |